# Reggenza di Tanah Bumbu
La reggenza di Tanah Bumbu (in indonesiano: Kabupaten Tanah Bumbu) è una reggenza dell'Indonesia, situata nella provincia di Kalimantan Meridionale.